# Brian Burres
Brian James Burres (né le 8 avril 1981 à Oregon City, Oregon, États-Unis) est un lanceur gaucher des Ligues majeures de baseball.

## Carrière

### Débuts
Après des études secondaires à la Sam Barlow High School de Gresham (Oregon), Brian Burres suit des études supérieures au Mount Hood Community College où il porte les couleurs des Saints. 
Il est drafté le 5 juin 2000 par les Giants de San Francisco au 31e tour de sélection, mais reste à l'université en 2000-2001. Il réussit ainsi un match sans point ni coup sûr le 1er avril 2001. Burres signe finalement son premier contrat professionnel le 26 mai 2001. 

### Orioles de Baltimore
Encore joueur de Ligues mineures, il est transféré chez les Orioles de Baltimore le 6 janvier 2006 après avoir été mis en ballottage.
Burres fait ses débuts en Ligue majeure le 8 septembre 2006. 

### Blue Jays de Toronto
Mis à nouveau en ballottage en février 2009, il rejoint les Blue Jays de Toronto avec lesquels il n'évolue qu'à deux reprises en Ligue majeure.

### Pirates de Pittsburgh
Devenu agent libre à l'issue de la saison 2009, Burres s'engage chez les Pirates de Pittsburgh le 4 janvier 2010.

### Giants de San Francisco
Burres rejoint les Giants de San Francisco le 18 janvier 2012.

## Statistiques
| Saison | Équipe     | G   | GS | CG | SHO | V  | D  | SV | IP    | SO  | ERA   |
| ------ | ---------- | --- | -- | -- | --- | -- | -- | -- | ----- | --- | ----- |
| 2006   | Baltimore  | 11  | 0  | 0  | 0   | 0  | 0  | 0  | 8.0   | 6   | 2,25  |
| 2007   | Baltimore  | 37  | 17 | 0  | 0   | 6  | 8  | 0  | 121.0 | 96  | 5,95  |
| 2008   | Baltimore  | 31  | 22 | 0  | 0   | 7  | 10 | 0  | 129.2 | 63  | 6,04  |
| 2009   | Toronto    | 2   | 2  | 0  | 0   | 0  | 2  | 0  | 6.1   | 4   | 14,21 |
| 2010   | Pittsburgh | 20  | 13 | 0  | 0   | 4  | 5  | 0  | 79.1  | 45  | 4,99  |
| Totaux | Totaux     | 101 | 54 | 0  | 0   | 17 | 25 | 0  | 344.1 | 214 | 5,83  |

Note: G = Matches joués ; GS = Matches comme lanceur partant ; CG = Matches complets ; SHO = Blanchissages ; 
V = Victoires ; D = Défaites ; SV = Sauvetages ; IP = Manches lancées ; SO = retraits sur des prises ; ERA = Moyenne de points mérités.